# Jimmy Cantrell
Jimmy Cantrell (Sheepbridge, 7 de maio de 1882 – Basford, 31 de julho de 1960) foi um jogador profissional de futebol que jogou pelo Aston Villa, Notts County, Tottenham Hotspur e Sutton United.

## Títulos
- Football League Second Division: 1919–20
- FA Cup: 1921